# Романов, Борис Леонидович
Борис Леонидович Романов (род. 29 марта 1942, Любим, Ярославская область) — советский и российский актёр театра и кино. Народный артист Российской Федерации (2004).

## Биография
Борис Романов родился 29 марта 1942 года в Любиме Ярославской области.
В 1959—1961 годах учился в театральной студии при Саратовском драмтеатре, там же в возрасте 17 лет он вышел на профессиональную сцену. Затем Борис Романов поступил в Москве в студию МХАТа, на курс Пилявской и Карева и окончил обучение в 1966 году. В 1966—1982 годах — актёр Московского театра драмы имени Станиславского, в 1982—1985 годах — в Театре драмы и комедии на Таганке. С 1990 года — актёр Московского театра «Эрмитаж».
Подробности своей частной жизни скрывает.
В феврале 2017 года сообщалось о госпитализации актёра. Он попал в больницу в нейрохирургическое отделение. Актёр получил травму головы после того, как упал в обморок и ударился головой об пол. Это произошло в тот момент, когда Романов находился в гостях у родственника.

## Творчество

### Роли в театре
- 1985 — Ларс — «Серсо», по пьесе В. Славкина, — реж. А.Васильев / Театр на Таганке
- Московский театр «Эрмитаж»
  - Азеф
  - Нищий, или смерть Занда
  - Зойкина квартира
  - Изверг
  - Пир во время чумы. Фрагменты — Скупой, Сальери, Священник
  - Эрендира и её бабка
  - Леокадия и десять бесстыдных сцен
  - Дон Кихот

### Фильмография
- 1964 — Я — «Берёза» — немецкий офицер
- 1965 — Игра без правил — эпизод
- 1969 — Сердце Бонивура — эпизод
- 1969 — Почтовый роман — конвоир на гаупвахте (нет в титрах)
- 1970 — Сердце России — член ВРК
- 1970 — Спорт, спорт, спорт — купец Калашников
- 1973 — Молчание доктора Ивенса — Буами
- 1974 — Агония — Балашов
- 1977 — Пыль под солнцем — художник
- 1978 — Жизнь Бетховена — Герхард Рау
- 1979 — Дикая охота короля Стаха — судебный следователь
- 1979 — Эмиссар заграничного центра — штабс-капитан Воронков
- 1980 — Рассказ неизвестного человека — господин Грузин
- 1984 — Парад планет — химик-органик
- 1985 — Тройка
- 1988 — Автопортрет неизвестного
- 1989 — Вход в лабиринт — Владимир Константинович Лыжин
- 1989 — Авария — дочь мента — Андрей Олегович
- 1990 — Система «Ниппель» — Сеня Родимцев
- 1991 — Униженные и оскорблённые — Николай Ихменёв
- 1991 — Коктейль-мираж — дядя Коля, натурщик
- 1991 — Назад в СССР — отец Пётр
- 1991 — Отель «Эдем» — бармен
- 1992 — Игра всерьёз — Парапетов
- 1992 — Рин. Легенда об иконе — Серафим, монах
- 1992 — Горячев и другие — врач кризисного центра
- 1993 — Пистолет с глушителем — «агент Интележент Сервис»
- 1993 — Аз воздам — профессор Людвиг
- 1993 — Преступление со многими неизвестными — Казимир Гнот
- 1994 — Железный занавес — Владимир Васильевич Орлов
- 1994 — Дом на камне
- 1994 — Шоу для одинокого мужчины — Андрей
- 1995 — Дом — Пётр Петрович Трофимов
- 1995 — Крестоносец — хозяин особняка
- 1996 — Кафе "Клубничка" — Борис
- 1996 — Старые песни о главном 2 — папа мальчика / волшебники в фантазиях Леры (нет в титрах)
- 1997 — Королева Марго — мэтр Амбруаз Паре
- 1998 — Паранойя
- 1998 — Сибирский спас — священник
- 1999 — Что сказал покойник — Желтолицый
- 2000 — Марш Турецкого (1 сезон) — Георгий Георгиевич Канстантиниди
- 2000 — Простые истины — преподаватель танцев в Университете Натальи Нестеровой
- 2001 — Наследник — священник
- 2002 — Марш Турецкого (3 сезон) — Георгий Михайлович Соболев
- 2002 — Маска и душа — Геннадий Петрович Кондратьев, главный режиссер Мариинского театра
- 2002 — Синоптик (фильм, 2002) (короткометражный)
- 2003 — Замыслил я побег — философ
- 2003 — Даша Васильева. Любительница частного сыска — доктор Конь
- 2003 — Небо и земля — доктор Игорь Янович Рейне
- 2004 — Кожа саламандры — Ананьев
- 2004 — По ту сторону волков-2 — бен Бецалель
- 2005 — Глазами волка — хозяин клуба
- 2005 — Доктор Живаго — священник
- 2005 — Счастье ты моё — Иона Петрович
- 2005 — Частный детектив — Шлиц
- 2006 — В круге первом — профессор Чёлнов
- 2006 — Кромъ — Эжен Кром
- 2006 — Любовь-морковь — Фридрих Данилович
- 2006 — Седьмой день — старик
- 2006 — Тюрьма особого назначения — Григорий Филиппович Рогов, профессор
- 2007 — Ангел-Хранитель — Анатолий Крижевский
- 2007 — Форсаж да Винчи — Бомелиус
- 2007 — Каникулы любви — Иван Сергеевич
- 2007 — Слепой-3
- 2007 — Срочно в номер — Мезенцев
- 2008 — Ермоловы — Клавдий Юльевич Делагар
- 2008 — Завещание ночи — Семён Борисович Кучер
- 2008 — Знахарь — отец Евстратий
- 2008-2012 — Пуля-дура — Фридрих Адамович
- 2008 — Савва — Муравьёв, министр юстиции
- 2008 — Туман рассеивается — Симон Бюве
- 2008 — Ты мне снишься... — Алексей Петрович Дебежев
- 2009 — Загадай желание — Волшебник
- 2009 — Обитаемый остров — экскурсовод
- 2009 — Огни большого города — Павел Звонарёв
- 2009 — Окна — Старик-колдун
- 2009 — Телохранитель-2 — Вильгельм фон Кёльнер
- 2010 — Грозное время — Алексей Басманов
- 2010 — Сивый мерин — Михаил Степанович Молин
- 2011-2012 — Я приду сама — доктор
- 2012-2014 — Марьина роща — Захар Ионыч
- 2013 — Куприн — доктор
- 2014 — Бесы — слуга в доме Ставрогиных
- 2014 — Год в Тоскане — Алексей Филиппович
- 2015 — Офицерские жёны — Осинский
- 2015 — Семейный альбом (телесериал) — академик Иван Николаевич Колокольцев
- 2012 — Ланцет — профессор Иван Игнатьевич
- 2019 — Маменькин сынок — Яков Моисеевич Соллертинский
- 2019 — Смертельный номер
- 2022 — Сердце Пармы — великий князь Московский Василий II Тёмный

### Музыкальный видеоклип
- 1993 — Любовь и Смерть — Вика Цыганова — Смерть

## Признание и награды
- Заслуженный артист Российской Федерации (29 августа 1994) — за заслуги в области театрального искусства[1].
- Народный артист Российской Федерации (2004)[2].